# Grasslhöhle
Die Grasslhöhle in der Oststeiermark gilt als die älteste Schauhöhle Österreichs. Sie liegt am Südosthang des Sattelbergs oder Gösser, in Dürntal (Gemeinde Naas) bei Weiz. Seit 1816 ist die Grasslhöhle durch ihren Tropfsteinreichtum bekannt. Manche Tropfsteine weisen ein Alter von bis zu 100.000 Jahren auf.

## Geschichte
Die Höhle wurde nach einer Sage durch einen Hirtenjungen entdeckt, der auf der Suche nach einem verlorenen Tier angeblich in die Höhle stürzte. Ob der Junge überlebte, ist nicht genau überliefert.
Die Höhle war danach lange versperrt, um sie vor Plünderung und Verunstaltung zu schützen. Als Erzherzog Johann im 19. Jahrhundert die Höhle besuchte, begann man sie weiter auszubauen und zu erschließen.
Anfang des 20. Jahrhunderts wurden erste Erforschungen der Höhle durchgeführt. Ab ca. 1924 gab es erste öffentliche Führungen in die Höhle. Wichtiger Förderer, Ausbauer und Entdecker neuer Höhlenteile war das Ehepaar Hofer. Ab 1952 baute Hermann Hofer die Höhle weiter aus und begann mit einem regelmäßigen Führungsbetrieb. Seit 1970 führt die Familie Reisinger den Schauhöhlenbetrieb.
Die Grasslhöhle befindet sich im Gebiet des Weizer Berglandes, wo zurzeit etwa 200 Höhlen höhlenkundlich bekannt sind.
In unmittelbarer Nähe zur Grasslhöhle befindet sich auch die Tropfsteinhöhle Katerloch.

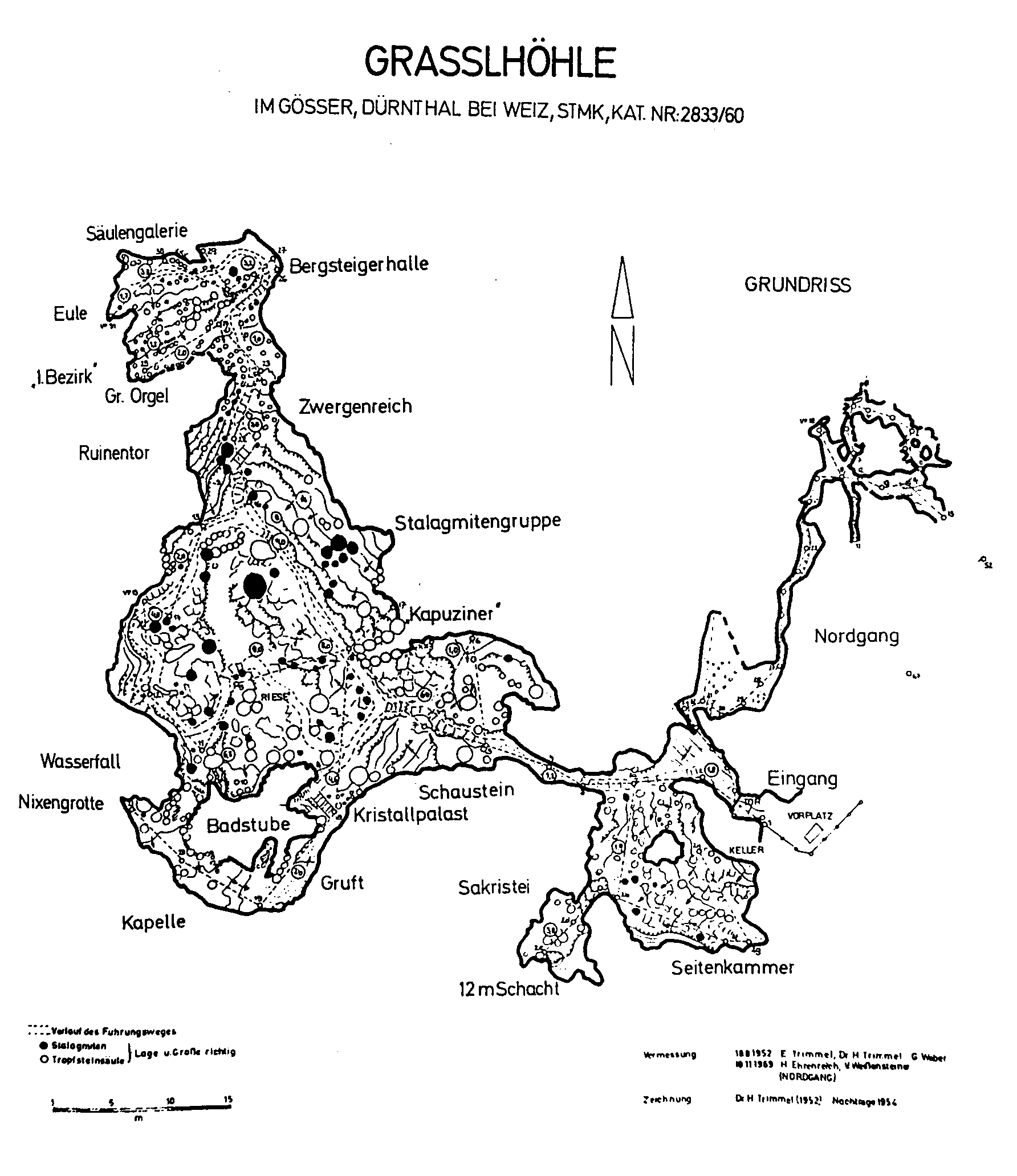
Höhlenplan
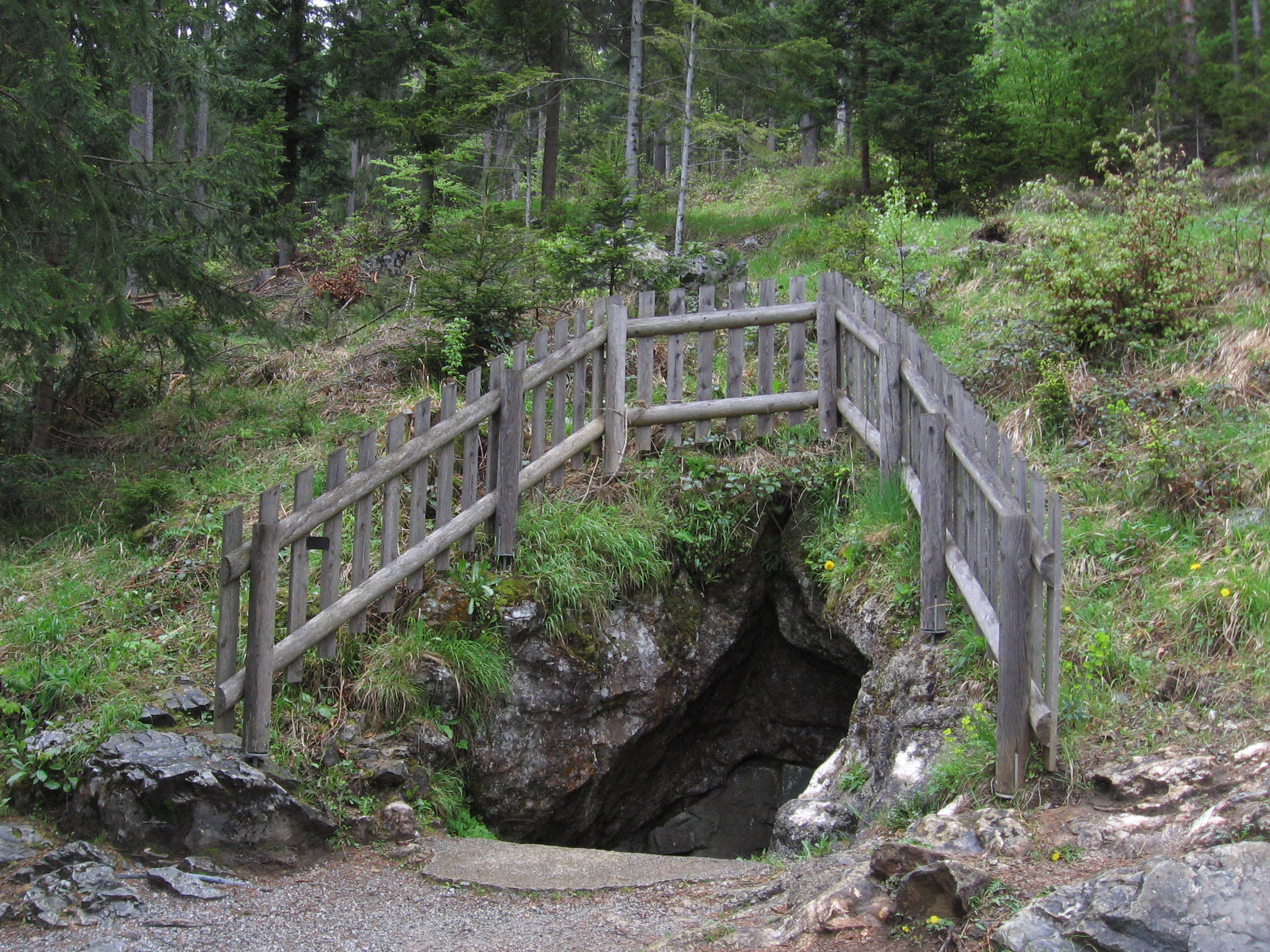
Höhleneingang
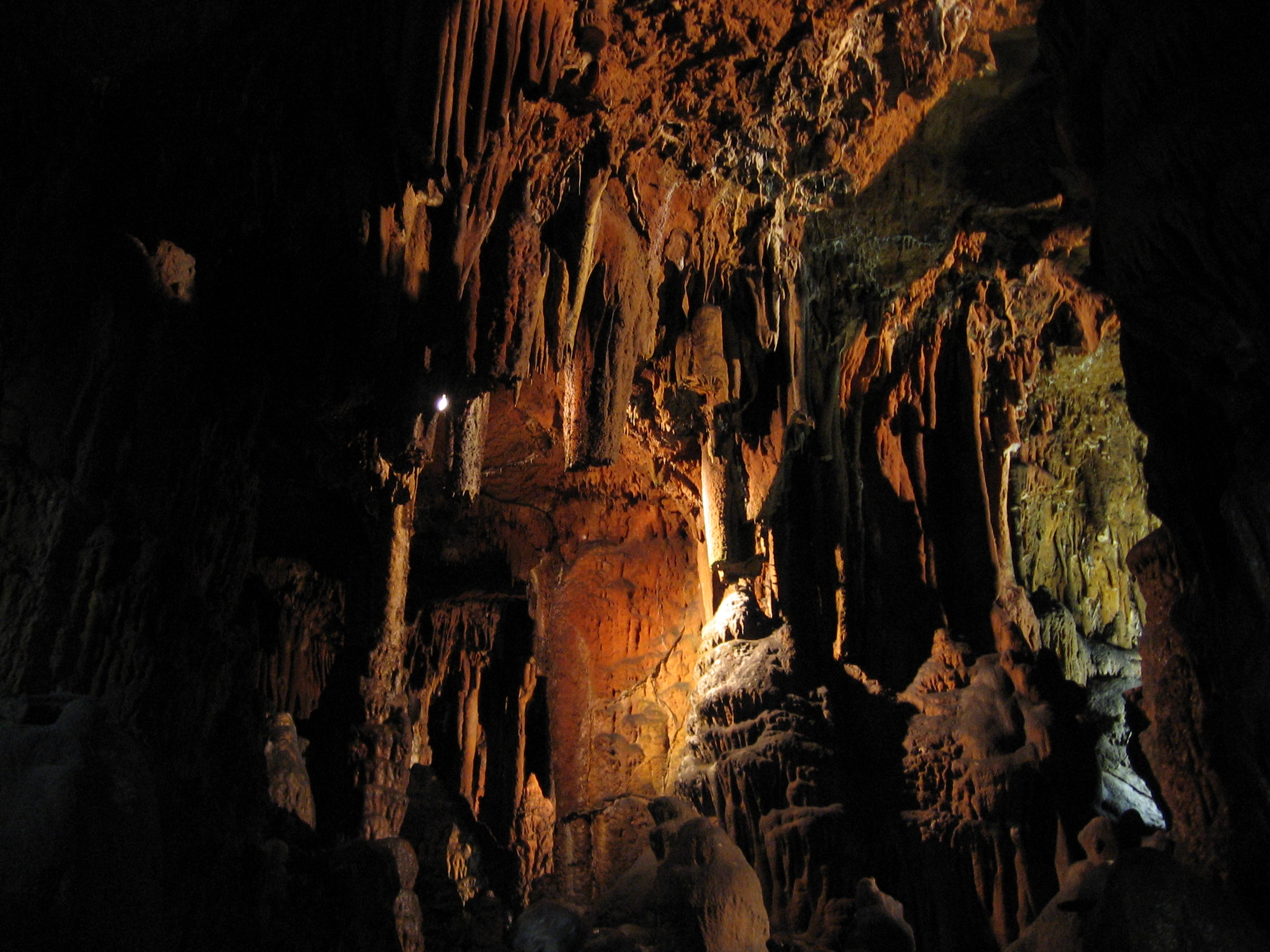
Tropfsteine in der Grasslhöhle
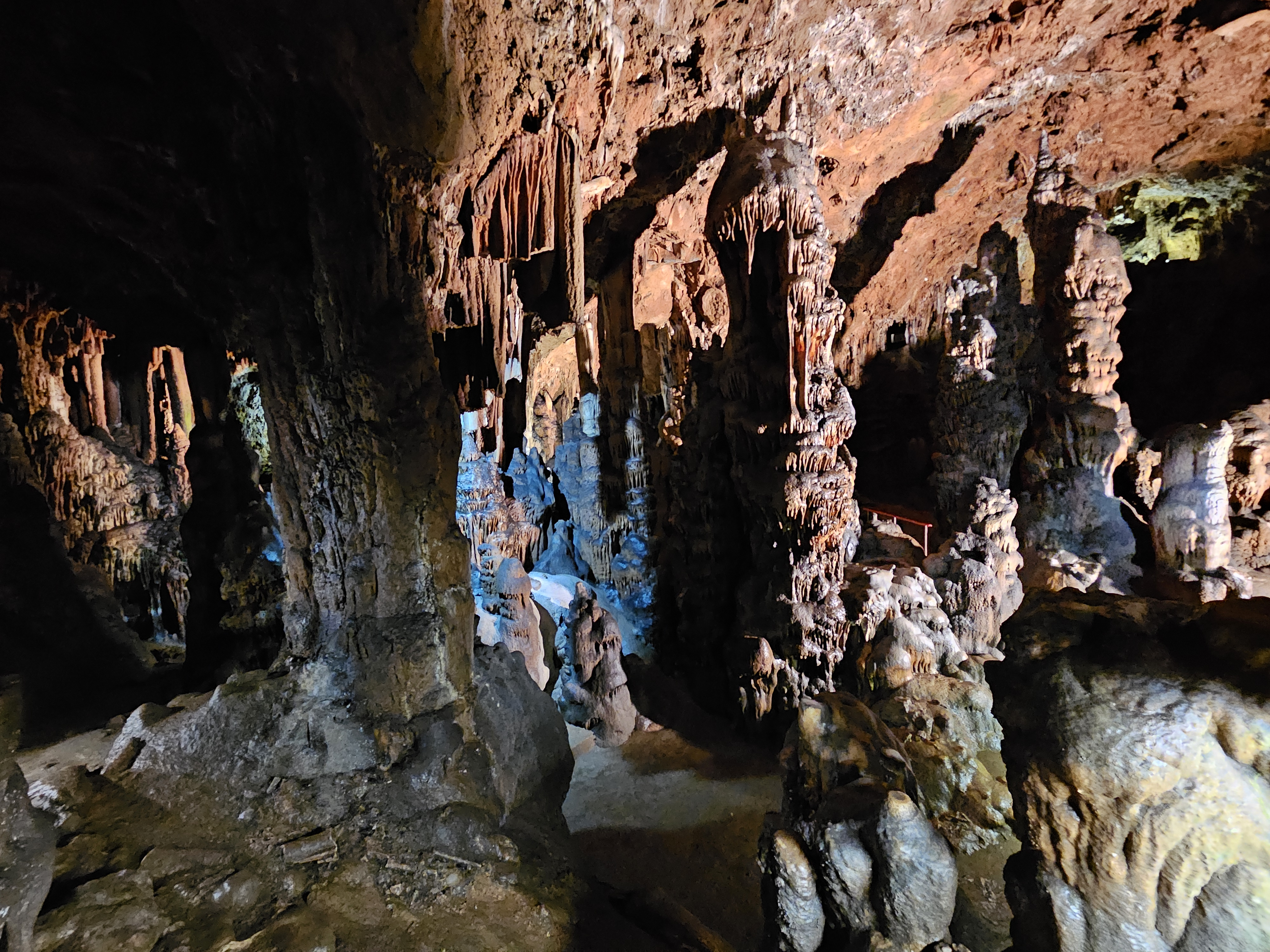
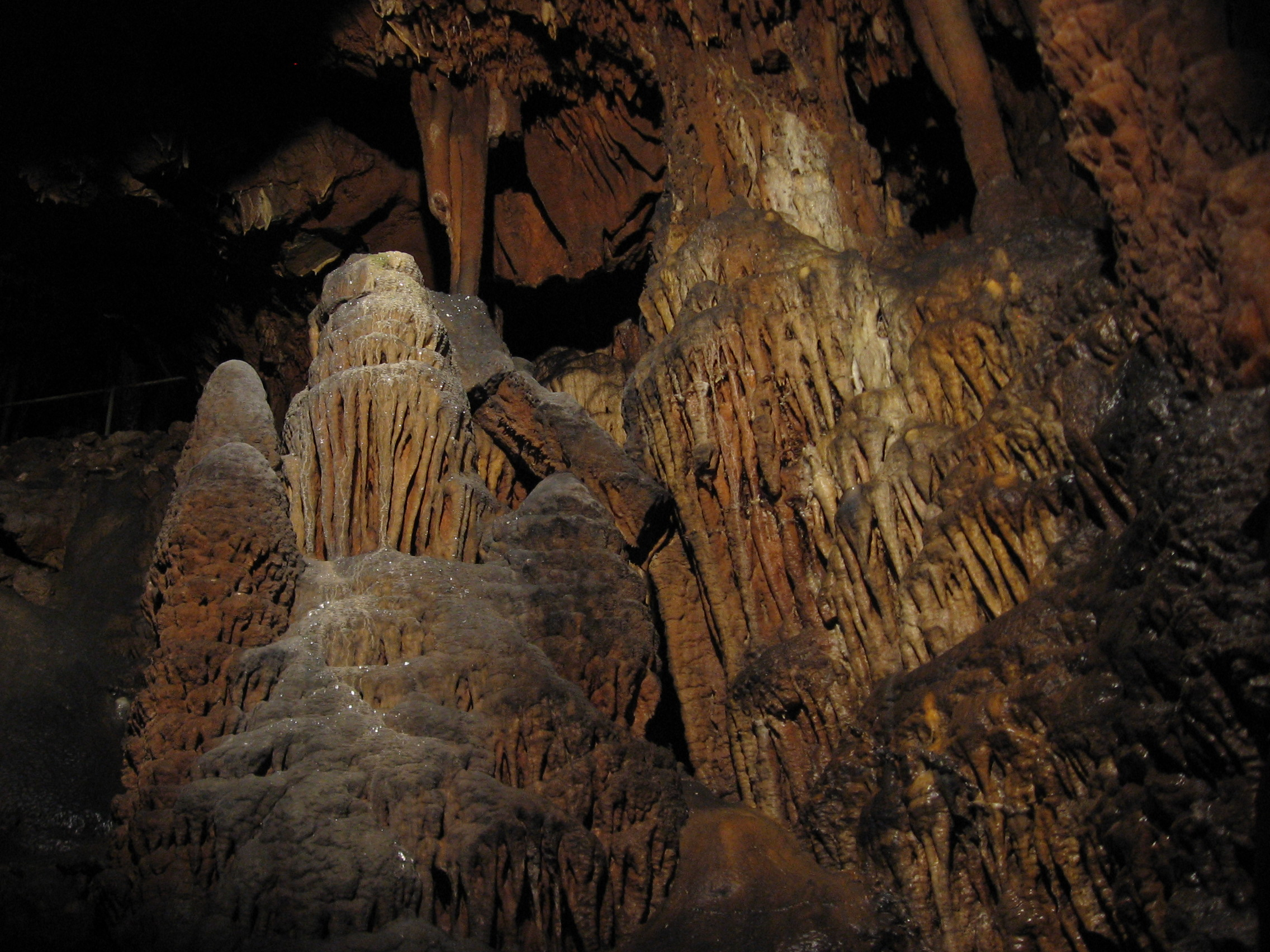
Funkelnder Stalagmit